# Praon himalayense
Praon himalayense är en stekelart som beskrevs av Das och Chakrabarti 1989. Praon himalayense ingår i släktet Praon och familjen bracksteklar. Inga underarter finns listade i Catalogue of Life.